# Pedro Maraver de Silva
Pedro Maraver de Silva o Pedro Malaver de Silva, o Pedro Malavé de Silva natural de Jerez de los Caballeros (Badajoz), hijo de Gómez Maraver de Silva o Gómez Malaver de Silva y María Portocarrero. Siendo muy joven pasó a la conquista del Nuevo Reino de Granada y posteriormente a la conquista del Perú y de los territorios de los que hoy conforman el Ecuador y Venezuela.
Parece ser que consiguió buenos réditos en sus intervenciones conquistadoras, en las que obtuvo el título de grandeza y de Barón de los Caballeros, extinguido a su muerte. Volvió a España a solicitar capitulaciones al rey y regresó nuevamente al Nuevo Mundo, donde se avecindó en la ciudad de Chachapoyas, una de las ciudades más viejas del Perú, fundada en 1536 por Alonso de Alvarado.
En Chachapoyas, Malaver de Silva casó con una dama que aportó buena dote al matrimonio. Y como el viejo conquistador tenía en mente la ilusión de encontrar el mítico El Dorado, no conformándose con las vastas posesiones y sus rentables negocios, financia una expedición, y con el capitán Martín de Poveda y su sobrino Garci González de Silva emprende una larga y peligrosa jornada por los enmarañados parajes de los Llanos de Venezuela y los  Andes, llegando hasta Santa Fe de Bogotá.

## Capitulaciones
Después de pasar tantos infortunios en aquella infausta expedición, Malaver de Silva no se da por vencido, porque su idea principal está en encontrar las riquezas de El Dorado, y con el pensamiento de capitular con la Corona, en 1568 parte de nuevo para España a solicitar las correspondientes capitulaciones que le permitan conquistar los ricos territorios habitados por los omeguas, omaguas y quinacos, en una inconcreta longitud de trescientas leguas que él había imaginado.
En la Corte, consigue el título de Adelantado, gobernador y capitán general de los inmensos territorios que ha solicitado y los denomina como la Gobernación de la “Nueva Extremadura”, concesión ilusoria, ya que Malaver pretendía conquistar casi la mitad septentzrional de América del Sur, desde las riberas del Orinoco hasta las del Amazonas.
Tanto el Archivo Histórico Nacional como el Archivo General de Indias conservan numerosos documentos por los que se conceden diversos tipos de licencias en relación con pases, navíos, repartimientos, etc. Como ejemplo se encuentra la Real Cédula de 10 de diciembre de 1568 en la que se cita: "Se leyó en el Ayuntamiento una Real Cédula, referente a la conquista hecha por don Pedro Malavé de Silva, de una parte de las Indias, que llamó Nueva Extremadura, al efecto de obtener gente para dicha provincia".
Con estas ilusiones doradistas y a golpe de tambor y bandera batiente, recorrerá y pregonará la leva por los pueblos extremeños y manchegos, logrando juntar unos 600 hombres, muchos de ellos con mujeres e hijos, que en su mayoría eran judíos conversos (al ser sospechosos de continuar con sus prácticas religiosas se les denominaba marranos) expulsados de varias ciudades europeas de dominio español. Los expedicionarios están dispuestos a dejar el pellejo en aquellas marañas selváticas por hacerse ricos con las riquezas del fabuloso El Dorado. Otros no tan necesitados, como los hermanos Diego y Alonso Bravo de Montemayor, naturales de Alcántara (Cáceres), le prestarán a don Pedro 1000 ducados de su patrimonio con la idea de aumentar sus riquezas en aquella expedición.

## Camino de El Dorado
Concluida la leva, terminados los preparativos, abastecidos los dos barcos y reunida la gente con sus respectivas familias, el 19 de marzo de 1569, se hacían a la mar en Sanlúcar de Barrameda. Después de la obligada escala en las islas Canarias, donde compraba otro barco por ir la gente demasiado apretada, seguían la ruta de las Indias. 
Además, antes de llegar a Tenerife tuvo un contratiempo con un barco pirata que pretendía atacarlos para robarles lo que llevaban; pero los piratas se encontraron con unos veteranos que los derrotarían. En este incidente, el joven sobrino de don Pedro, Garci González de Silva, dirigió el abordaje del barco pirata, con tanta valentía, como si fuera un experimentado capitán. 
Después de una dura travesía, a finales de mayo llegaban a la isla Margarita. En esta isla caribeña, los expedicionarios son agasajados por los españoles residentes; y cuando don Pedro les pide parecer sobre el camino más conveniente que han de tomar para llegar hasta el límite de su lejana gobernación, después de que habían sido proveídos de lo necesario, informados de los peligros y recomendarle los isleños que dejaran allí a los niños y las mujeres, el iracundo de Malaver, desconfiando de sus anfitriones, desoye las recomendaciones y aventurándose por el camino menos indicado, fracasará en el intento de llegar a su gobernación.

## Enfrentamientos y abandonos
Como el carácter de don Pedro era insoportable y su caprichoso carácter estaba por encima de su ilusión doradista, de las apetencias de los hermanos Bravo y de la ansiedad aurífera de los que buscaban matar el hambre, después de enconadas discusiones con sus hombres, ya antes de salir de Margarita le abandonaban los hermanos Hidalgo y más de 150 de los hombres que traía. Al día siguiente don Pedro y los 450 soldados, con sus familias, se embarcaban hacia el puerto de Borburata al occidente de Venezuela (en dirección contraria por donde tenían que ir).
Días después, los hermanos Bravo y los 150 hombres que se quedaron con ellos, ponían rumbo hacia Cartagena de Indias y acertaron a pasar por el puerto de la Borburata en tierra firme, donde estaban los barcos de don Pedro al cuidado de 30 soldados. Él había marchado tierra adentro camino de Nueva Valencia del Rey por donde equivocadamente pensaba entrarle a su gobernación. Como a don Pedro le habían prestado 1000 ducados, los hermanos Bravo cargaron en el barco que llevaban, alimentos y enseres por esa cantidad, y también se fueron con ellos los 30 soldados que estaban al cuidado de los naves. 
Don Pedro llegó malamente a Valencia del Rey y sufrió una grave enfermedad que le mantuvo postrado en cama un largo periodo, además de presentarse la temporada de lluvias que le impediría salir para sus territorios. Pero don Pedro tuvo la suerte de que en Valencia se encontró con dos coterráneos que le facilitaron ayuda y alojamiento para él y todas las fuerzas que lo acompañaban. Esto no privó a don Pedro de que se le escapara la gente; entre ellos, su sobrino Garci González de Silva que, con 40 veteranos más, dejan en la estacada a don Pedro, puesto que al final solamente le quedaron 130 hombres de los 450 que habían salido de Margarita.

## Sigue la desbandada
Una vez restablecido de su enfermedad, sale camino de Nueva Segovia de Barquisimeto y, como carecían de alimentos, mandó al capitán Céspedes con unos soldados a procurar lo necesario, pero estos también desaparecieron. Para buscar a Céspedes y a sus hombres, envió al capitán Luis de Leiva, que huía asimismo de las pataletas de don Pedro, el cual viéndose abandonado por sus hombres, en aquella ocasión tuvo que desistir de su Dorado y de su Nueva Extremadura.
Pero el hombre no se daba por vencido y desde estas tierras de Barquisimeto partía para el Perú. En el camino remonta la cordillera de los Andes, pasa por Santa Fe de Bogotá y allí encuentra a los hermanos Bravo. Don Pedro se fue a la Real Audiencia y les puso pleito, pero estos demostraron que lo que habían tomado de las mercancías de los barcos, era únicamente el importe de lo que le prestaron, por lo tanto quedaban absueltos y libres de la denuncia de don Pedro.

## Y murió en el empeño
Desde Santa Fe de Bogotá se fue hasta Chachapoyas en el Perú, vendió sus tierras y volvió a España a solicitar nueva capitulación. En 1573 consiguió otra vez la capitulación, reclutó unos 160 hombres y en 1574 llegó hasta las costas del Brasil entre el Orinoco y el Amazonas (que era lo que tenía que haber hecho la primera vez para alcanzar los territorios de su gobernación). 
Con el barco que traía, se empeñó en navegar por el delta del río Orinoco, pero como los hombres que llevaba no eran expertos en las lides indianas, se perdieron por aquellos intrincados caños, y una vez que se terminaron las provisiones que traían, el hambre hizo escapar a unos y morir a los que quedaban. Don Pedro y dos hijas que le acompañaban perecieron también a manos de los indios. Su agrio carácter y la codicia del Dorado acabaron con él.